# Super Gregem Dominicum
Supra gregem Dominicum è una bolla pontificia di papa Pio V pubblicata in data 8 marzo 1566. Con essa il pontefice stabilì che i medici non potessero più visitare l'ammalato se questi, dopo la prima visita, non si fosse confessato nei successivi tre giorni.

## Contenuto
La bolla ricorda in apertura la decretale Cum infirmitas di papa Innocenzo III in cui si imponeva ai medici l'obbligo di ammonire gli ammalati a ricorrere al sacramento della Penitenza nel minor tempo possibile dopo la prima visita. 
- Tale disposizione viene confermata stabilendosi che ciascun medico chiamato a visitare un infermo giacente a letto abbia come prima premura quella di esortarlo a confessare i propri peccati ad un confessore idoneo secondo il rito cattolico. Si prescrive inoltre che il medico rifiuti di visitare l'ammalato dopo il terzo giorno dalla prima visita stante la mancata presentazione di una testimonianza scritta del confessore che attesti l'avvenuta amministrazione del sacramento.
- Si fa altresì ammonizione ai parenti, ai familiari e ai domestici dell'ammalato di notificare al parroco lo stato di infermità del loro congiunto o di un loro domestico e di esortare a loro volta l'infermo a confessarsi nei tempi utili.
- Ai medici inosservanti di tali disposizioni è fatto divieto di entrare in chiesa, essi sono inoltre condannati all'infamia perpetua, privati del titolo di medico, espulsi dai collegi e dalle università di medicina e multati con pena pecuniaria da stabilirsi da parte dei vescovi ordinari del luogo ove è stata commessa la contravvenzione al decreto papale.
- Si ordina che nessun collegio o università possa proclamare dottori in medicina che non abbiano prima giurato pubblicamente, dinanzi cioè a un notaio e ad alcuni testimoni, di osservare il decreto papale.

## Evoluzione giuridica
La bolla seguì di alcuni anni un decreto di papa Paolo III, caldeggiato e ispirato da sant'Ignazio di Loyola, con il quale era riportata in vigore per la sola città di Roma un'antica decretale di Innocenzo III emanata nel 1215 durante il Concilio Lateranense IV. Con tale disposizione si intendeva arginare i comuni fenomeni, lamentati dal fondatore dei Gesuiti, di infermi deceduti senza essersi confessati e di assoluzioni concesse negli ultimi istanti di vita, senza che gli infermi potessero avere lucida coscienza del sacramento o potessero mostrare pentimento per i propri peccati. 
(Innocenzo III, decretale Cum infirmitas)
La ratio di tale decreto fu ripresa nel 1311 da papa Clemente V, che confermò l'interdetto come pena per i medici inadempienti. 
(Clemente V, Rubrica XV de Poenitentiis)
La bolla di Pio V, che integrò la norma precedente e inasprì le pene, fu più volte ribadita dai successivi pontefici a partire da papa Gregorio XIII nella bolla Alias piae memoriae del 30 marzo 1581, con la quale si stabilì il divieto per i medici ebrei di curare i cristiani. 
Nel 1682 papa Innocenzo XI fece diramare una lettera circolare indirizzata a tutti i vescovi affinché facessero pubblicare la bolla di Pio V da tutti i parroci e i predicatori ne sollecitassero l'osservanza. 
Il decreto fu anche spesso ribadito da sinodi provinciali e diocesani, tra cui quello di Roma del 1725, nel quale papa Benedetto XIII aggravò le pene, comminando la scomunica latae sententiae a quei medici che avessero trasgredito le disposizioni di Pio V.
Gli ospedali dei paesi cattolici recepirono la norma, sulla cui osservanza vigilava il Tribunale dell'Inquisizione. Ancora nel sinodo di Segni del 1860 era ribadita questa disposizione.